# 歐文冰川 (彭內爾海岸)
71°7′S 163°25′E / 71.117°S 163.417°E
歐文冰川是南極洲的冰川，位於維多利亞地的彭內爾海岸，處於鮑爾斯山脈，與蒙蒂尼冰川匯流，美國地質調查局根據測量和該國海軍的空中照片繪入地圖。